# Paradelphomyia (Oxyrhiza) krisna
Paradelphomyia (Oxyrhiza) krisna is een tweevleugelige uit de familie steltmuggen (Limoniidae). De soort komt voor in het Oriëntaals gebied.